# Чорнопіджачники
Чорнопіджачники (чорна піхота, чорносвитники, піджачники, рос. чернопиджачники) — умовна назва піхотних підрозділів Червоної армії, які формували з цивільного населення окупованих Німеччиною територій після їх повторного захоплення військами СРСР. У бій чорнопіджачників відправляли не підготовленими, без належної амуніції та зброї. Наймасовіше їх використовували у 1943—1944 роках під час форсування Дніпра.

## Інші назви
- Сірі піджаки
- Сірі свитки

## Історія

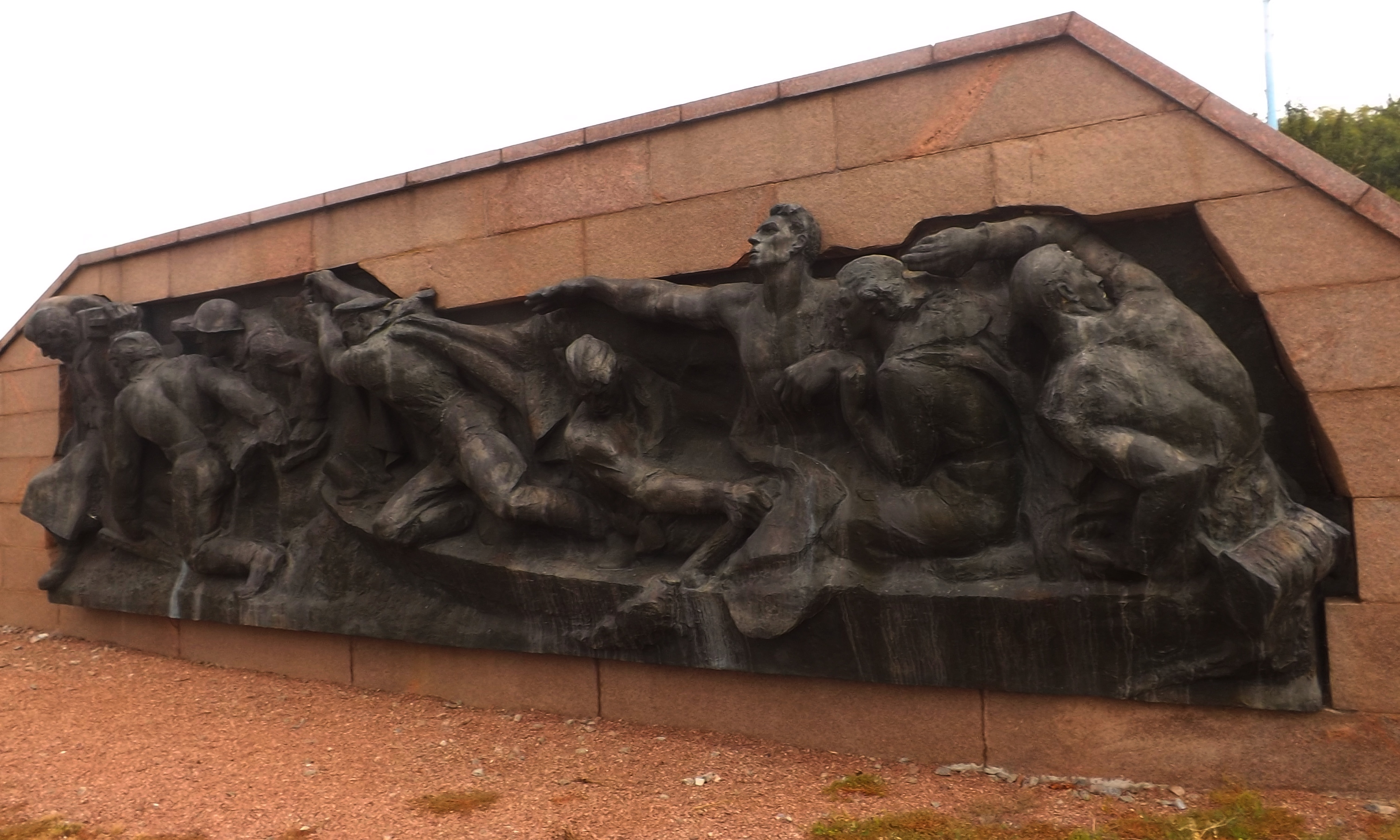
Частина ансамблю меморіального комплексу в с.Балико-Щучинка, де зображено епізод форсування Дніпра

Комплектуванням чорнопіджачників займалися спеціальні польові військкомати. Мобілізація поширювалася на всіх чоловіків, які могли тримати зброю. За законами воєнного часу комуністичного тоталітарного режиму, чоловіки, які потрапили в окупацію, автоматично отримували клеймо зрадників, тому "мали власною кров'ю довести свою відданість СРСР". 

Ніякої військової підготовки з мобілізованими не проводили. Часто їх відправляли у бій навіть не встигаючи видати військового одягу і зброї. Власне й назва «чорна піхота» або «чорнопіджачники» пішла від цивільного одягу, в якому вони йшли в бій. «Чорносвитники» — назва частин, набраних переважно із селян, що були одягнені у доморобні свитки. Таким чином чорнопіджачники суттєво відрізнялись від особового складу штрафних батальйонів, який повністю екіпірували і який мав військову підготовку, оскільки у більшості своїй складався з колишніх військових, часто досить високого рангу. 
Як і штрафні батальйони «чорнопіджачників» використовували у ролі «гарматного м'яса» при наступі Червоної Армії. Кидаючи їх на найгарячіші ділянки фронту радянське командування добивалося їх повної посмертної реабілітації, адже майже всі вони гинули. Німці навіть так не ставилися до слов'ян, які воювали в підрозділах Третього Рейху і яких вони вважали нижчою расою.

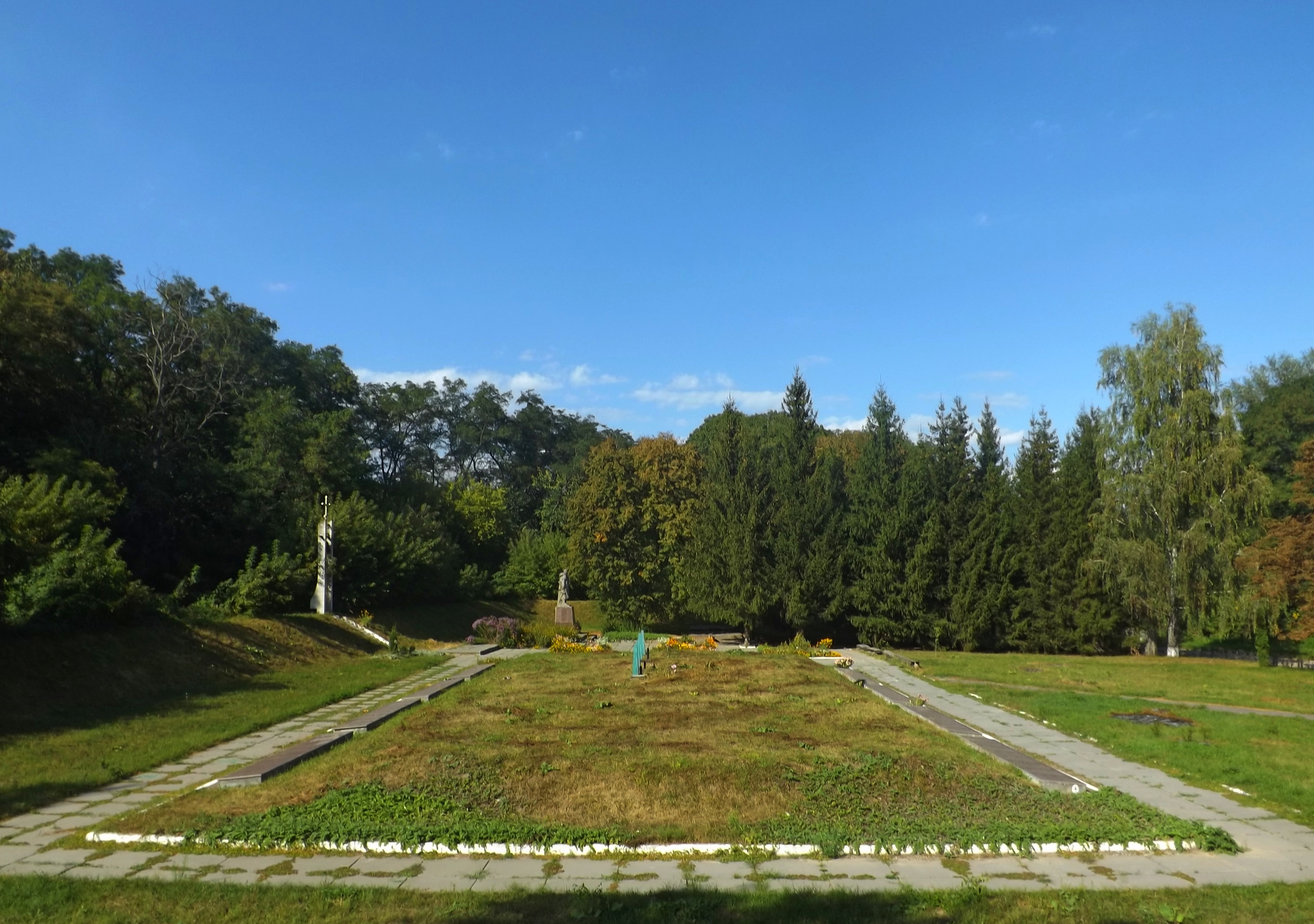
Братська могила у селі Ходорів. У ній поховано понад 2 тис. радянських воїнів, що загинули під час боїв на Букринському плацдармі. Більшість із загиблих було мобілізовано у вересні-жовтні 1943 р.

Російський дослідник Борис Соколов пише:

| Розрахунок був на те, що «чорна піхота» лише виснажить німців та змусить вистріляти запас боєприпасів, щоб потім свіжі частини змогли змусити противника відступити із займаних позицій. |
Таке ставлення до свого населення, особливо новобранців, дивувало навіть німців, яке вони називали «Beutesoldaten» («трофейні солдати»)
В 1990 році було надруковано повний текст «Щоденника» О. Довженка, і там у записі за 28 листопада 1943 року натрапляємо на абзац:

| Сьогодні В. Шкловський розказав мені, що в боях загибає множество мобілізованих на Україні звільнених громадян. їх звуть, здається, чорносвитками. Вони воюють у домашній одежі, без жодної підготовки, як штрафні. На них дивляться як на винуватих. «Один генерал дивився на них у бою і плакав», — розповідав мені Віктор. |

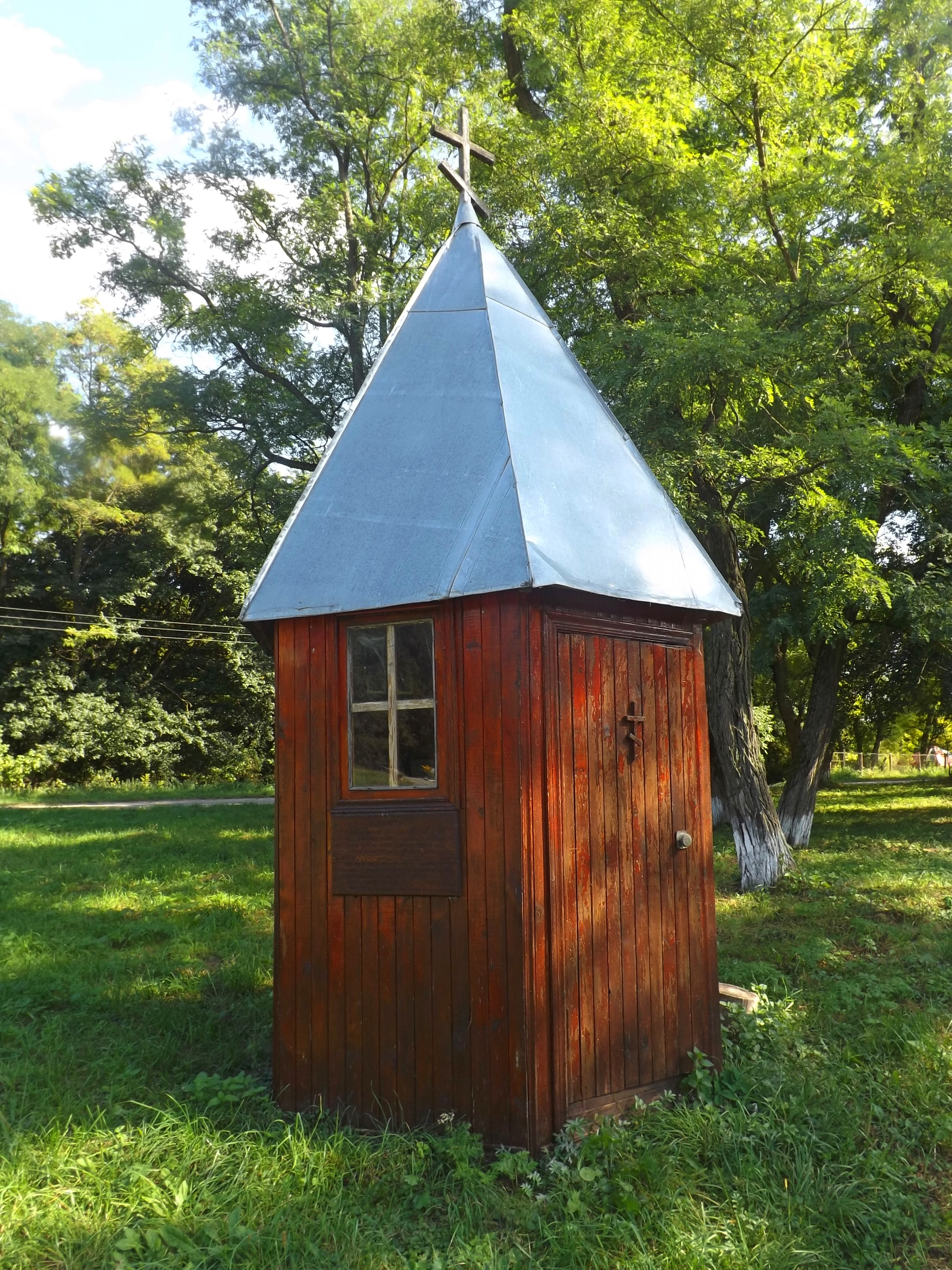
Каплиця поблизу братської могили у селі Ходорів

Свідчення письменника Анатолія Дімарова:

| — Коли село звільнили, всіх чоловіків від 16 до 60 років — всіх, аби була нога–рука, а чи сліпий–глухий — не важливо — стали брати до війська. Нас «озброїли» — дали по півцеглини і — «йдіть, іскупайтє вину кров'ю», бо ми на окупованій території були. Мовляв, ви жбурляйте цеглу, а німці нехай думають, що то гранати! Нас 500 душ вигнали на кригу водосховища, навпроти — якийсь комбінат, німці вибили в мурі бійниці. Сам мур — висотою метрів три. Попробуй через нього перелізти та по кризі до нього добігти. Німці нас підпустили і вдарили кинджальним вогнем. Повернутися назад не можна було — там сиділи смершівці з націленими нам у спину кулеметами… Вибухнула міна, мене знову контузило, я впав. Коли мене, непритомного, підібрали, в госпіталі не могли ту цеглину витягнути, так я в неї вчепився і вона в мене вмерзла. Я, як справжній солдат, зброю на полі бою не залишив (сміється). Хлопці казали, що з 500 душ лише 15 уціліли! А під Ізюмом десять тисяч таких беззбройних поклали! І так винищували чоловіків по всій Україні. Ніхто про це не пише. Я єдиний написав. Решту — мов заціпило.[18] |
«Німці відступаючи палили міста і села, виганяючи чоловіків з місцевого населення етапом під конвойними німцями. Шляхом на Умань таку колону розігнали радянські штурмовики, так що німці самі ховалися не обстрілюючи колону і тих хто розбігався. Після трьох місяців партизанщини по лісах, повернулися додому вже на звільнену територію. Мобілізація проходила без медичного огляду як такого. Прибули на фронт в окопи надвечір. На ранок запланований наступ. Зброю показали на полі з загиблими в попередніх атаках. Оповідач з кадрових військових, офіцер, але непридатний у воєнний час навіть до нестройової. Потемки зробив розвідку та озброївся, пересвідчившись, що низина попереду в мертвій зоні німецького кулемета не замінована. Командири росіяни. В ранкових сутінках підняли в атаку на кулемети без артпідготовки. Оповідач: — Крикнув рефлекторно, хлопці… за мною… Комвзводу з пістолетом розмахує та кричить, «хто тут командир…» Низиною можна було проскочити якщо швидко атакувати, бо німці почали з міномета блокувати обстрілом низину, а гоноровий командир затримав сам атаку низиною. Тож міни пошматували командира, а оповідач з контузією та осколковими ураженнями потрапив до шпиталю. Через три доби прийшов до тями. На обході хірург перепитав про характер операції довоєнного часу. Хірург дивувався, що з резекцією шлунку оповідач потрапив на фронт. Так вдруге було визнано непридатність до військової та нестройової служби. У військкоматі був на обліку як експерт. Працював на заводі як фахівець з прийомки військових виробів ще до війни. З заводу 22 фахівця було забрано по «мобілізації», а з міста було понад сотню. Оповідач живим повернувся єдиний. Наслідком важкої контузії в 1947 р. потрапив у шпиталь з важким станом. Після операції безнадійного виписали помирати додому. Засобами народної медицини врятувала жінка, маючи на опіці двох дітей. Так гинули не тільки чоловіки ненароджених дітей та сиріт, а і фахівці, що могли працею забезпечити перемогу.»
Записано з прямих свідчень ветерана війни, що вижив в окупацію, та у мобілізації непридатних до військової служби, непідготовлених до бою громадян. Навіть в кращих умовах, ніж при форсуванні Дніпра, чорна піхота була формою геноциду українського народу.

## Відео
- Чорна піхота